# Heterodon simus
Heterodon simus — вид змій родини полозових (Colubridae). Один із 4(5) видів роду Heterodon. Ендемік США. Раритетний вид плазунів, занесений до Червоного списку МСОП та інших природоохоронних документів. Умовно отруйна змія (реальної небезпеки для людини не становить).

## Етимологія
Наукова назва роду походить від грец. слів heteras = «різний» і odon = «зуб», що стосується збільшених задніх зубів.
Наукова назва виду походить від лат. simus = «кирпатий, зухвалий» і відноситься до помітно перевернутого рострального щитка.
Назва на інших мовах: Southern Hog-nosed Snake (англ., дослівно «свиноноса змія південна»); южная свононосая змея, южный крючконосый уж (рос.).

## Опис
Невелика змія, завдовжки до 61 см. Тулуб кремезний. Хвіст помірної довжини. Голова коротка, масивна. Загнутість кінчика морди догори сильно виражена. Міжщелепний щиток на кінчику морди з досить високим кілем. Задній зуб з кожного боку верхньої щелепи сильно подовжений й трохи загнутий назад. Через рани, нанесені цими зубами, у тіло жертви потрапляє отруйна слина. Кілеподібні спинні луски розташовані косими рядами. Вентральних щитків 32—44, черевних — 115—124. 
Основний фон забарвлення бежевий із темно-коричневими плямами уздовж спини. Черево чітко сіре.

## Поширення
Ендемік США. Мешкає на південному сході США: штати Міссісіпі, Алабама, Джорджія, Флорида, Південна Кароліна, Північна Кароліна.

## Особливості біології
Населяють сухі, відкриті піщані ділянки, заплави річок, поля, ліси з піщаним ґрунтом. Змії активні переважно удень, хоча значний час проводять зарившись у ґрунт.
Живляться переважно амфібіями, зокрема жабами й ропухами, іноді овочами.
Heterodon simus належать до яйцекладних змій. Самиці дозрівають у 2—3 роки, а деякі особини, ймовірно, доживають до другого десятиліття. Самиці відкладають у ґрунт звичайно по 8—10 яєць.

## Охорона
Раритетний вид плазунів, занесений до Червоного списку МСОП (охоронна категорія: «вразливий вид»). Основними загрозами є: 1) знищення середовища існування через інтенсивну сільськогосподарську/лісокультурну діяльність та широке застосування пестицидів; 2) інтродуковані вогняні мурахи, які знищують кладки яєць; 3) смертність на дорогах. Змія, можливо, знаходиться під охороною на деяких природно-заповідних територіях, хоча з деяких територій вона зникла.

## Практичне значення
Змії здатні виробляти відносно малотоксичну слину, яку використовують під час полювання на свою здобич. Отрута діє переважно на холоднокровних тварин. При певних умовах вони можуть становити небезпеку, якщо в результаті укусу отрута потрапить до організму людини. Отрута може призводити до легкого ступеня отруєння, симптоми якого (набряк, капілярні крововиливи в місці укусу), як правило, через кілька днів зникають.